# Курманаєво (Мішкинський район)
Курмана́єво (рос. Курманаево, башк. Ҡорманай) — присілок у складі Мішкинського району Башкортостану, Росія. Входить до складу Большесухоязовської сільської ради.
Населення — 428 осіб (2010; 434 у 2002).
Національний склад:
- марійці — 98 %